# (82) Alcmena
Alkmene o Alemena és l'asteroide número 82. Fou descobert per l'astrònom Karl Theodor Robert Luther des de l'observatori de Dusseldorf (Alemanya), el 27 de novembre de 1864. Té un diàmetre de 61 quilòmetres i el seu període de rotació és de 12,999 hores.